# Pediplanação
Pediplanação é o processo que leva, em regiões de clima árido a semiárido, ao desenvolvimento de áreas aplainadas, ou então superfícies de aplainamento.
O pediplano desenvolve-se por processo erosivo com regressão de escarpas, típico de climas áridos a semiáridos, com coalescência e expansão de áreas planas do "pé de monte" que apresentam tênue capeamento de material fragmentário (pedimento) e rocha nua na frente de leques aluvionares.
Arrasada a região montanhosa, o pediplano amplia-se até sobrarem somente raros testemunhos das zonas mais elevadas na superfície de aplainamento.